# Grünzug Neu-Altona

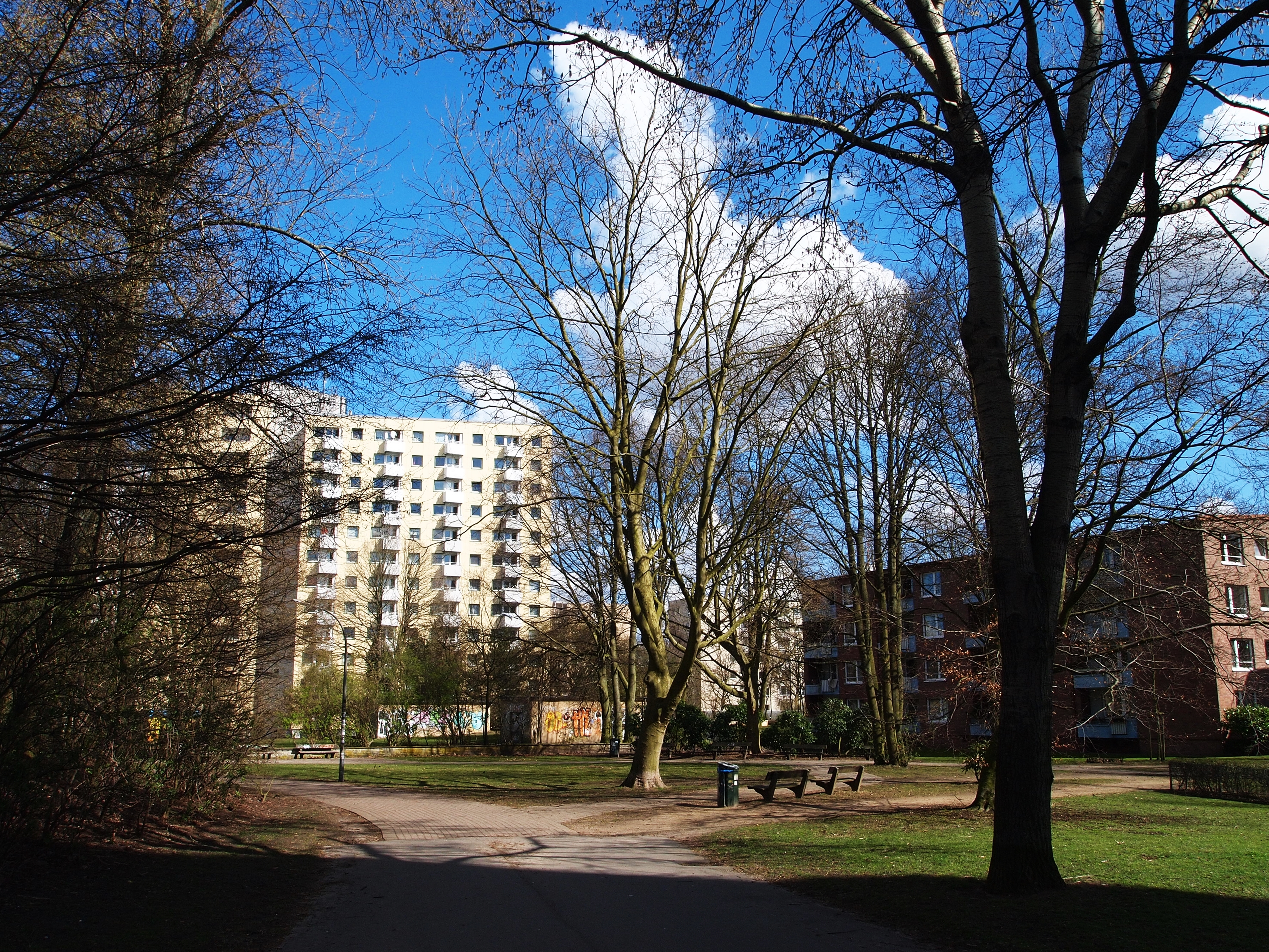
Grünzug beim Walter-Möller-Park: die „aufgelockerte Stadt“

Der Grünzug Neu-Altona ist eine landschaftliche Gesamtplanung in Altona-Altstadt, mit der vom Holstenbahnhof bis zum Fischmarkt mehrere Parks und Grünanlagen verbunden werden. Er durchläuft das ehemalige Altonaer Stadtzentrum, das nach den massiven Kriegszerstörungen des Zweiten Weltkriegs in den 1950er Jahren vollständig abgerissen und als Neu-Altona nach dem Leitbild einer „gegliederten und aufgelockerten Stadt“ neu geplant wurde.
Die Anlage geht zurück auf einen Entwurf der Landschaftsarchitektin Herta Hammerbacher aus dem Jahr 1956 und ist ausdrücklich ein Fußgängern vorbehaltener Freiraum im modernen Städtebau der Nachkriegszeit. Im Laufe der Jahrzehnte wurden zahlreiche Veränderungen an der Gestaltung vorgenommen und zudem etliche Randbereiche neu bebaut, das Grundkonzept blieb jedoch erhalten. 
Der Grünzug erstreckt sich über eine Länge von etwa 1,8 Kilometer, die Breite variiert zwischen 80 und 200 Metern. Die Fußwege führen dabei von Nord nach Süd vom Holstenplatz und der evangelisch-freikirchlichen Christuskirche durch den Bertha-von-Suttner-Park, überqueren die Max-Brauer-Allee, berühren den Wohlers Park und laufen durch den Emil-Wendt-Park neben der Gählerstraße. Eine Fußgängerbrücke führt über die Holstenstraße in den Walter-Möller-Park, nach Querung der Louise-Schröder-Straße geht es am Jüdischen Friedhof entlang bis zur Königstraße, an der St.-Trinitatis-Kirche vorbei und durch den Kapitän-Schröder-Park hinab bis zu einer Unterführung unter der Breiten Straße, beim Minervabrunnen auf den Fischmarkt und an das Elbufer.

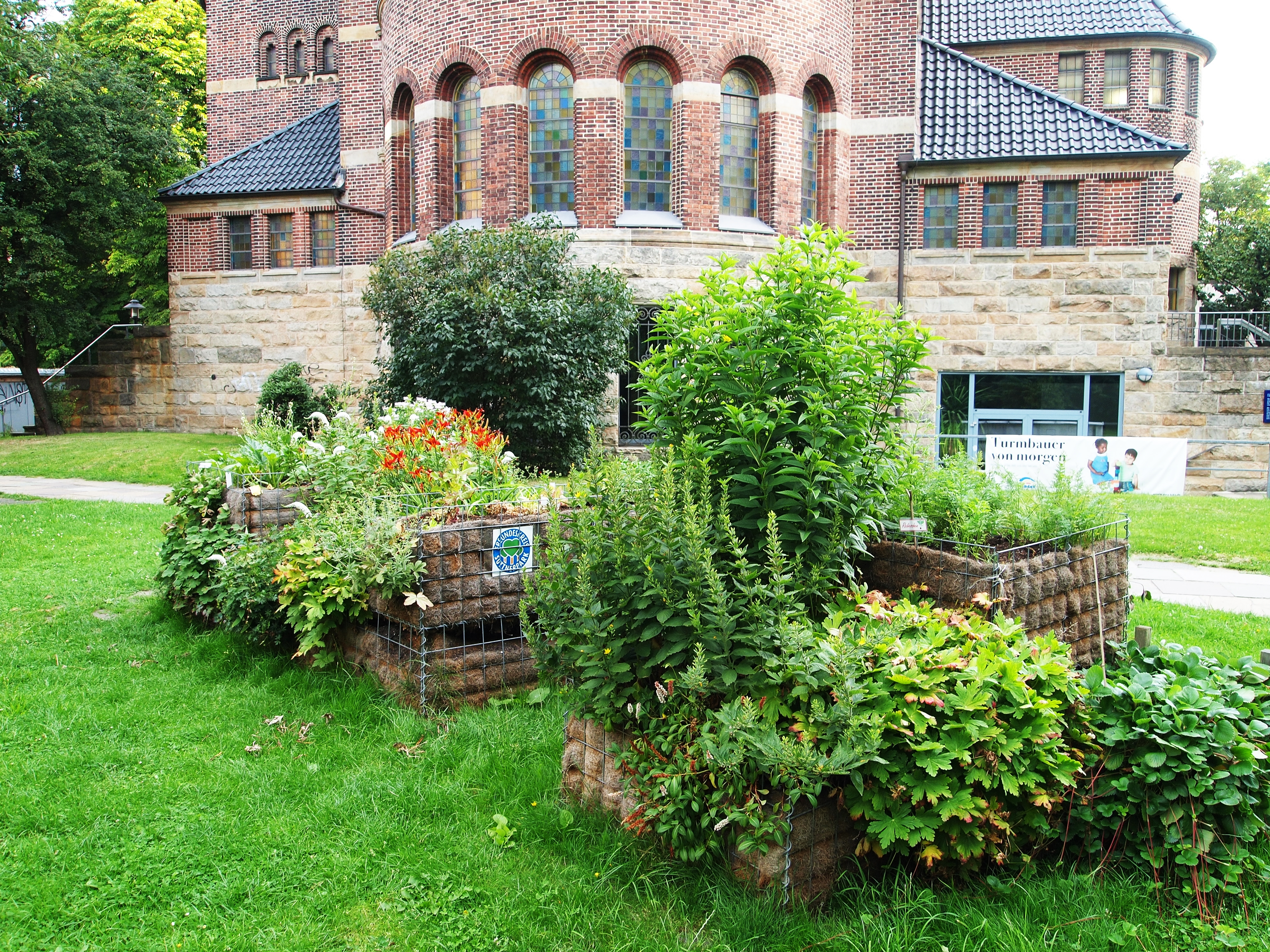
Holstenplatz, Urban Gardening bei der Christuskirche
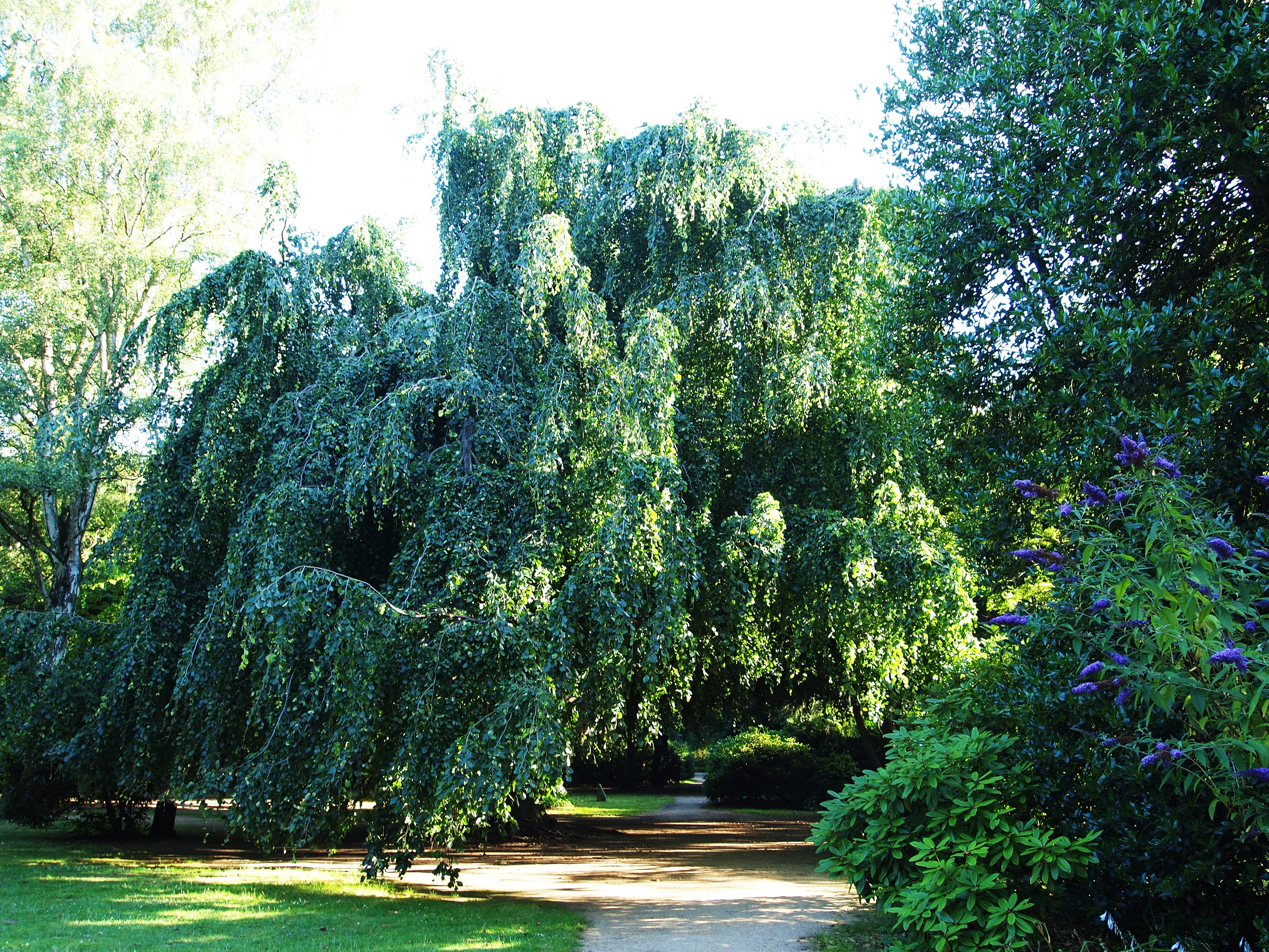
Wohlers Park mit Trauerbuche
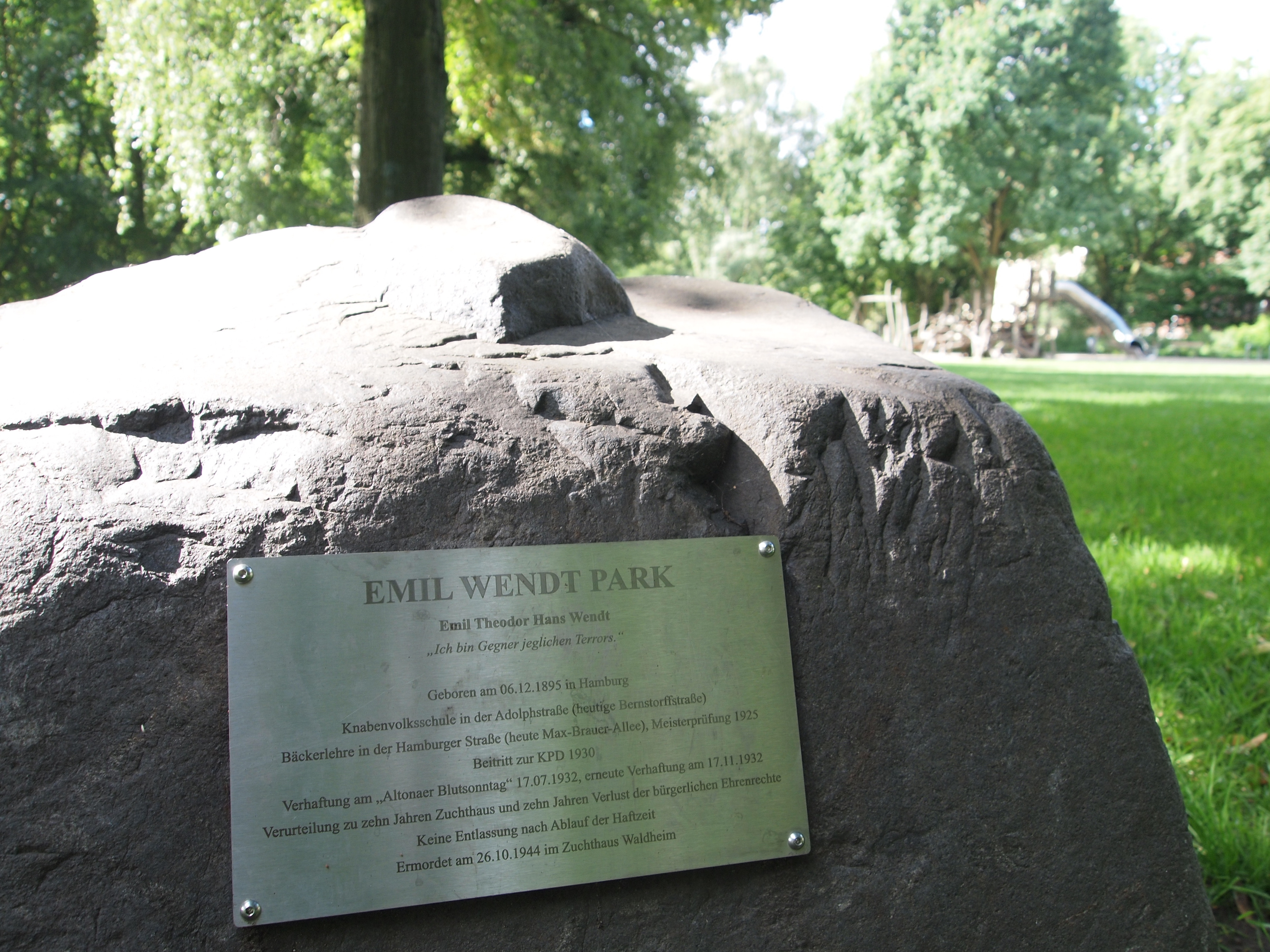
Gedenkstein für Emil Wendt im ehemaligen Gählerpark, jetzt Emil-Wendt-Park
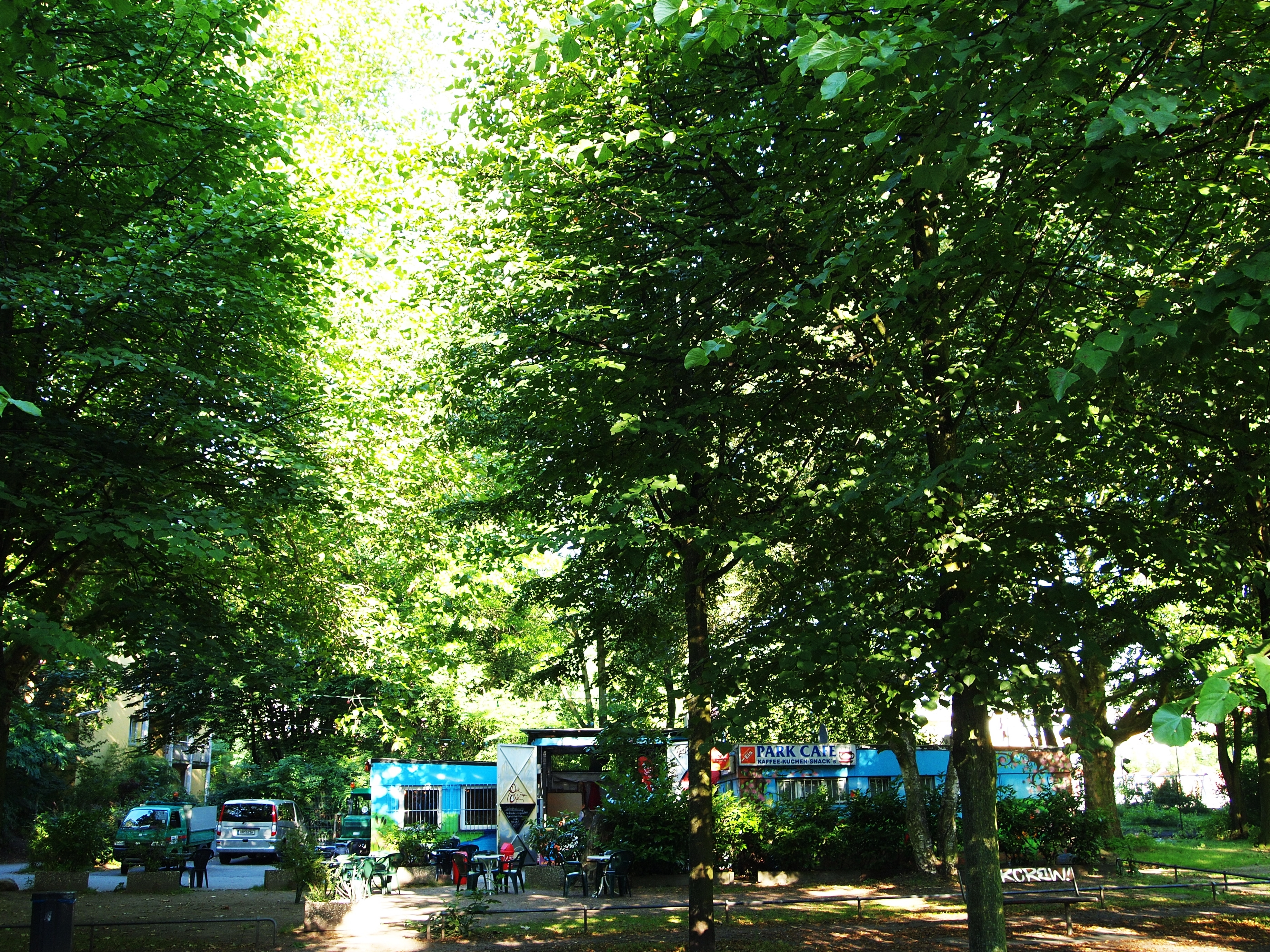
Walter-Möller-Park, Parkcafé
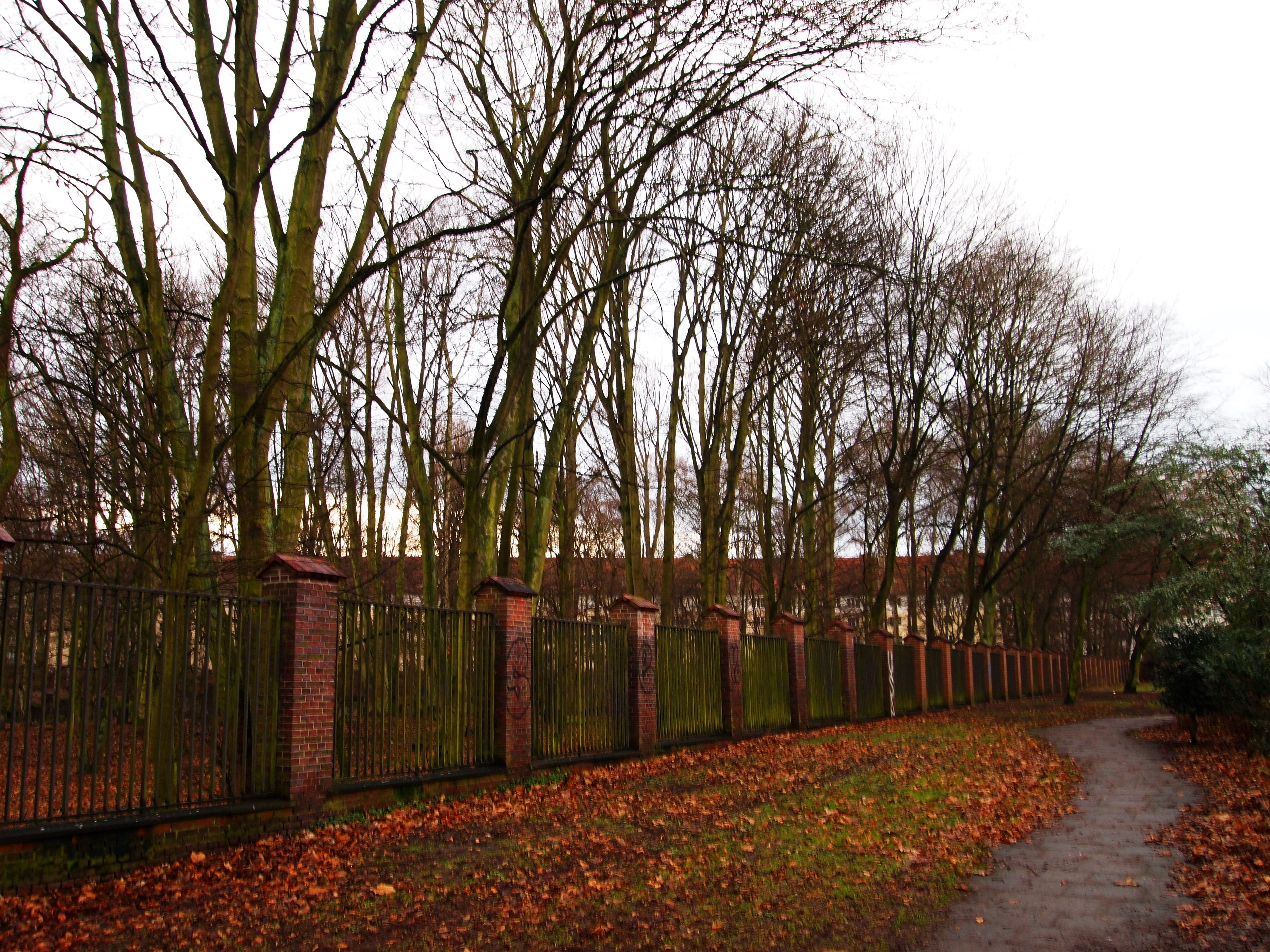
Am Jüdischen Friedhof
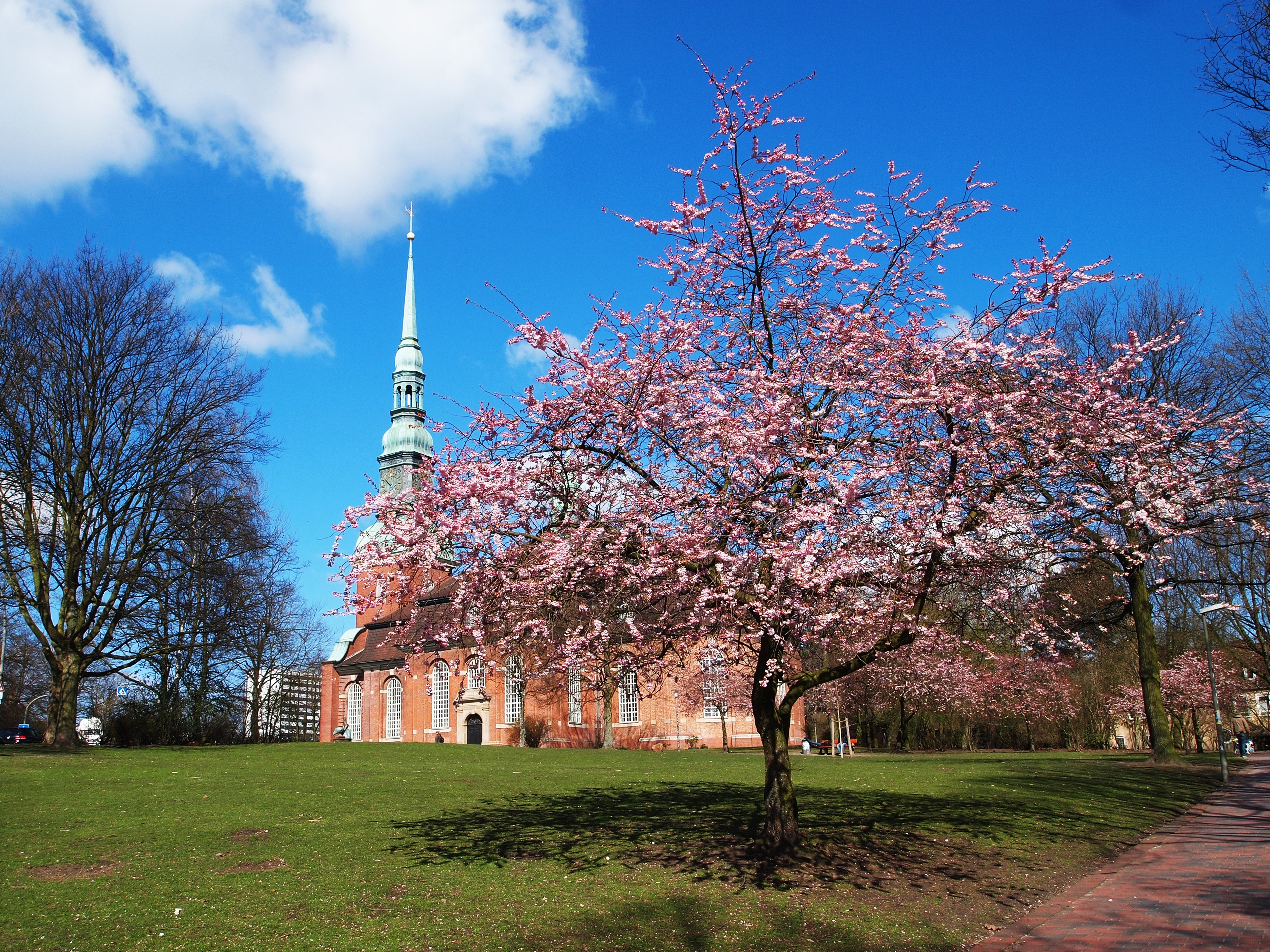
Kapitän-Schröder-Park, im Hintergrund St. Trinitatis
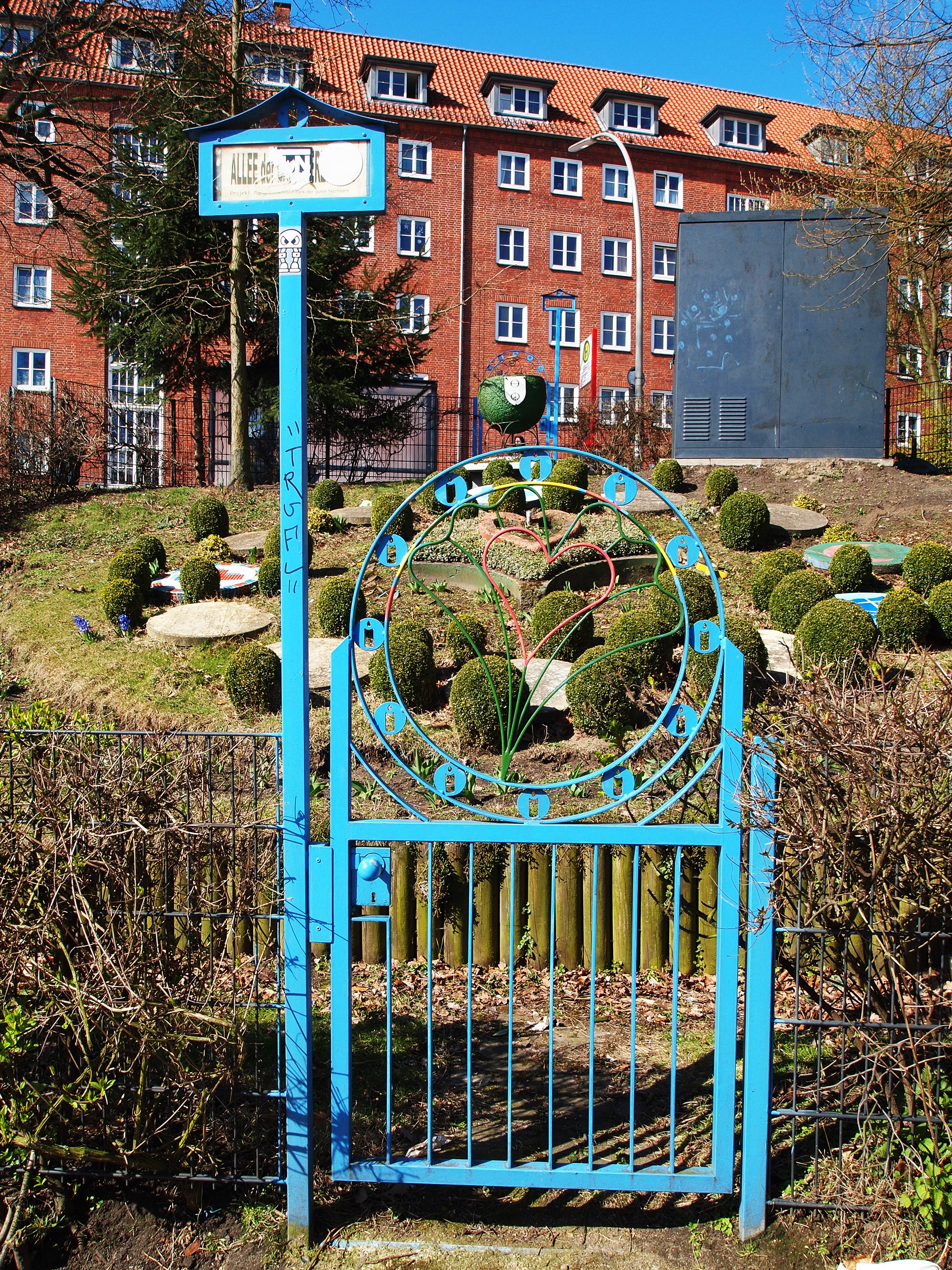
Papagoyen-garten am Kirchberg
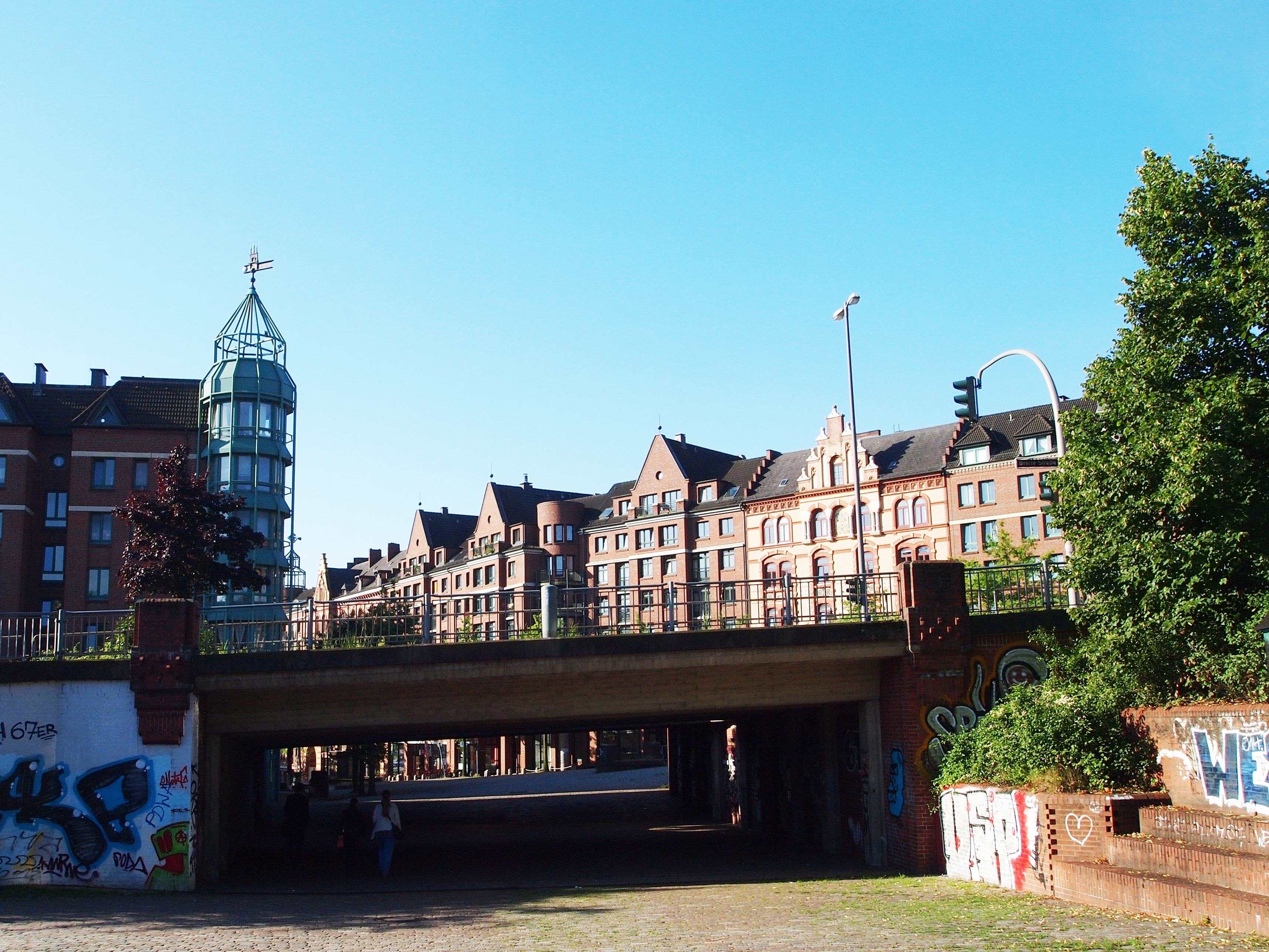
Unterführung unter der Breiten Straße zum Fischmarkt
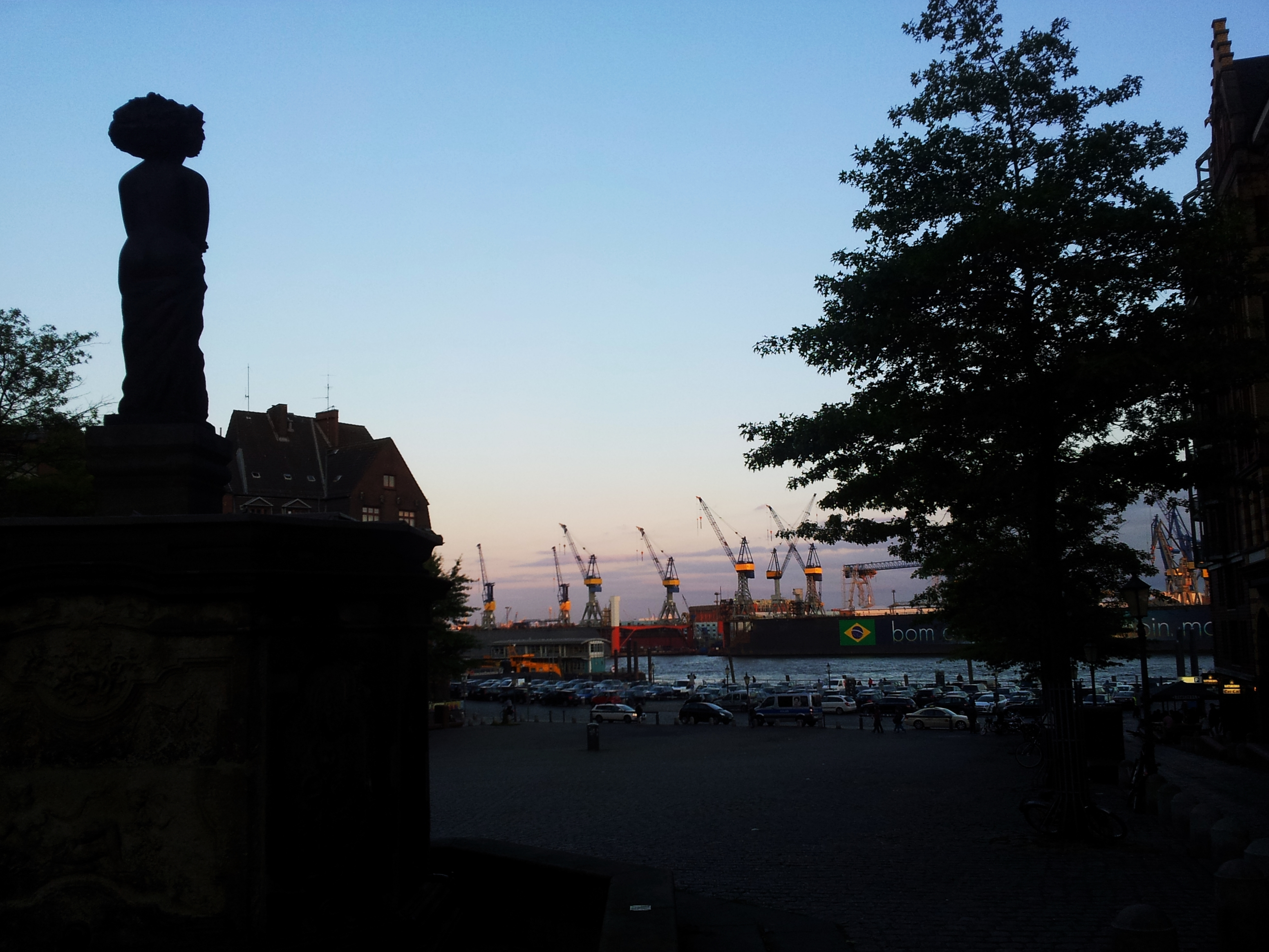
Fischmarkt mit Minervabrunnen und Blick auf Hafenkräne